# Kruiskapel Rasberg

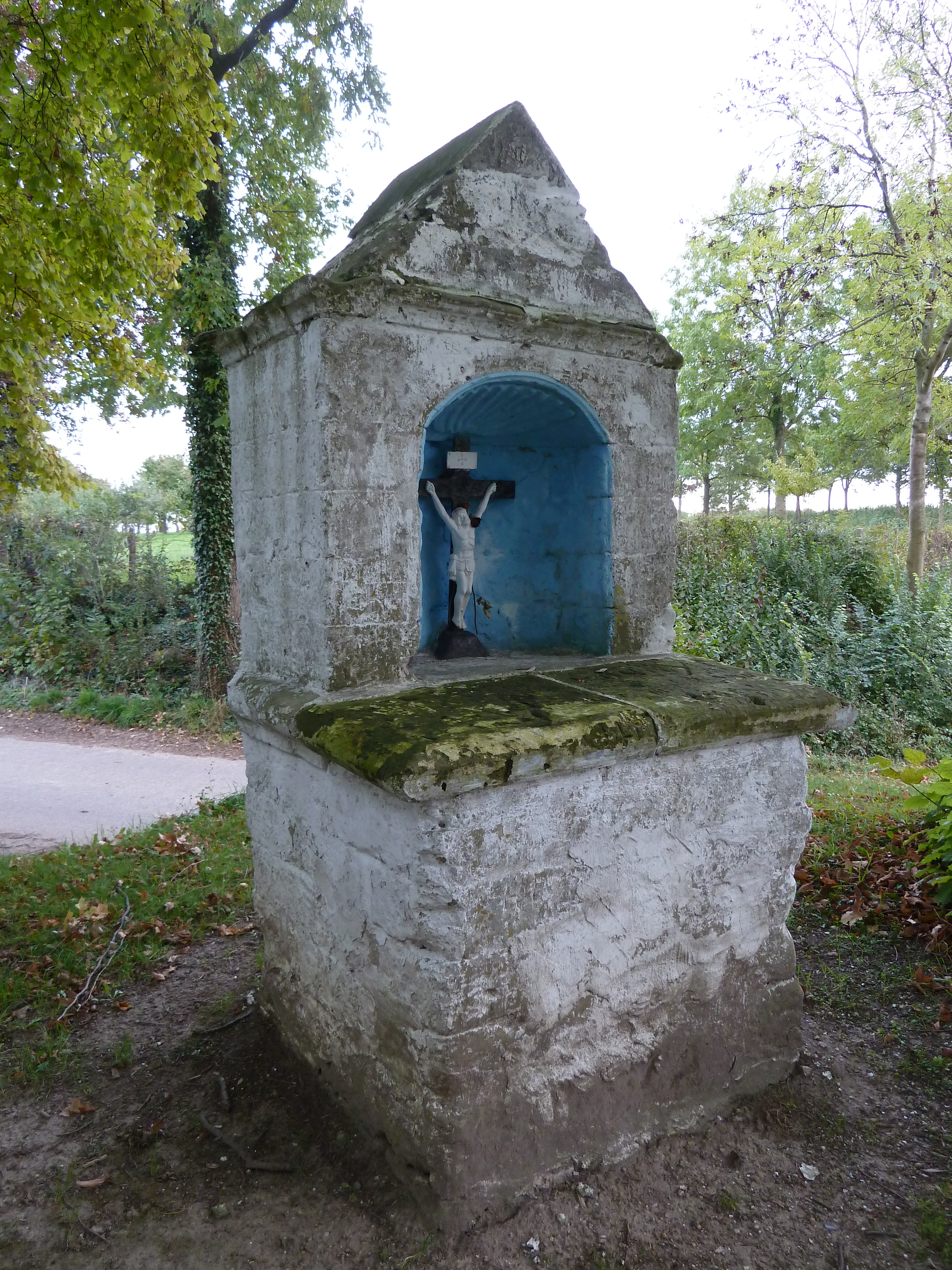
Kruiskapel Rasberg

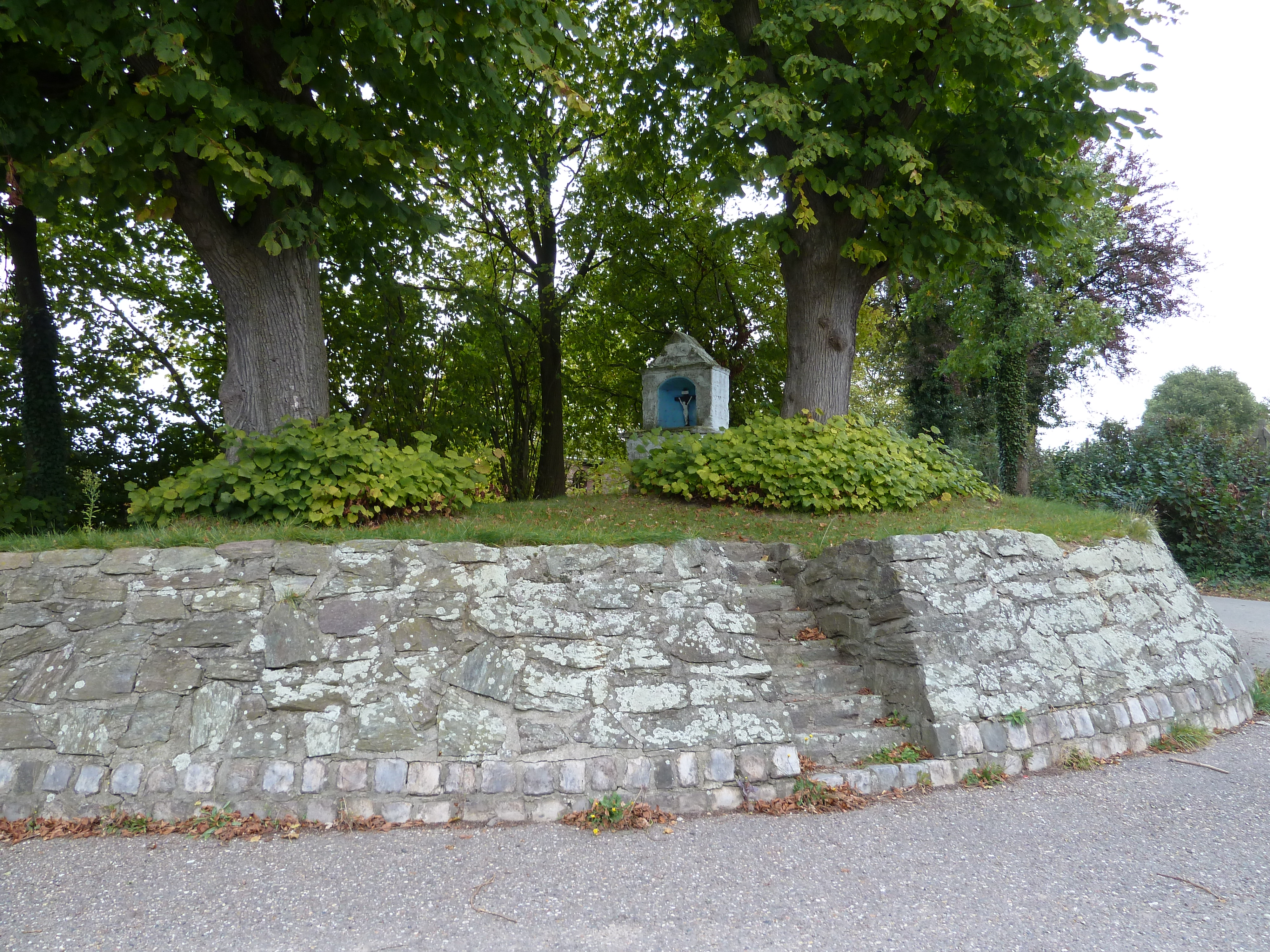
Kruiskapel Rasberg tussen de lindebomen

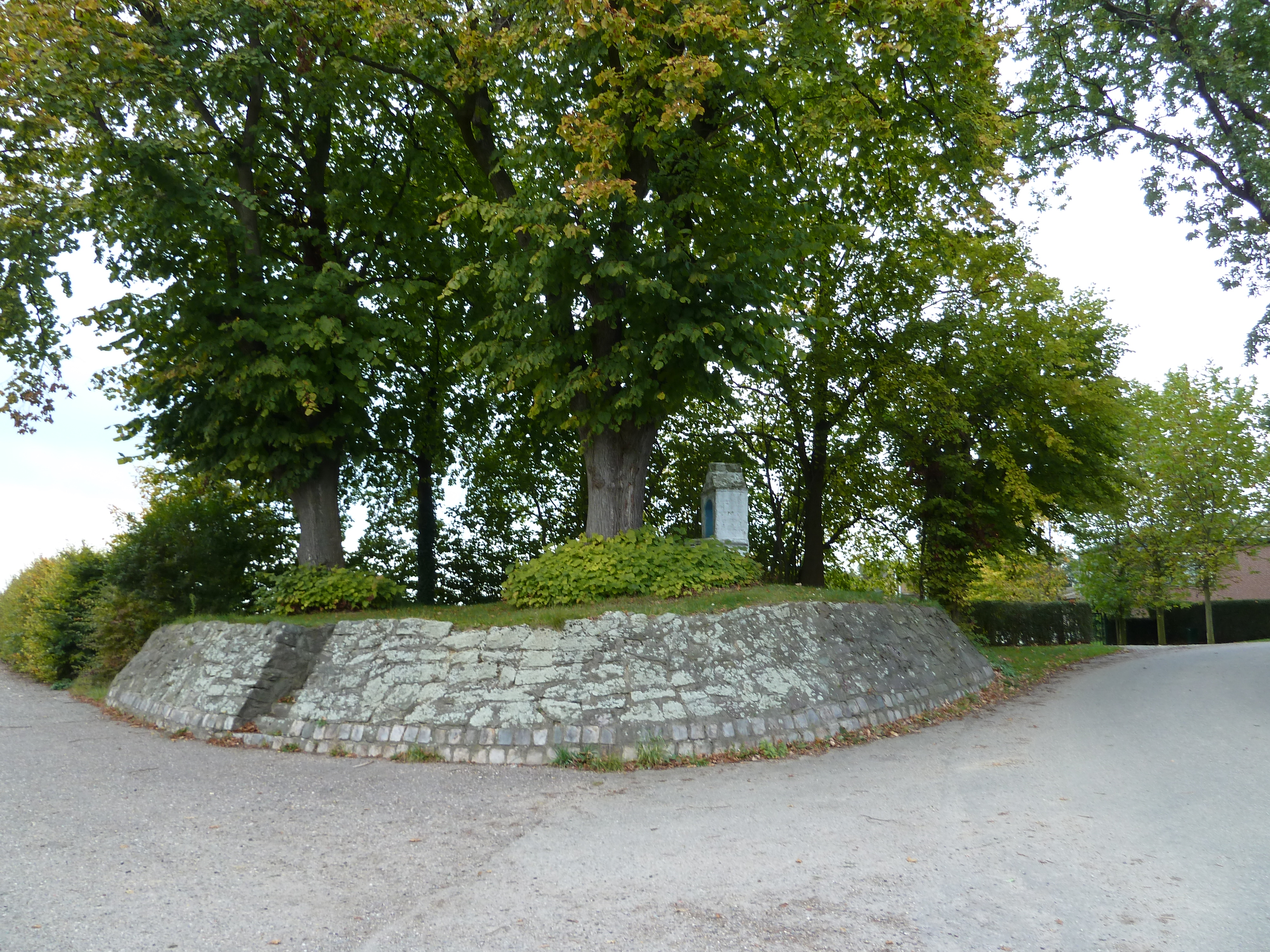
Kruiskapel Rasberg op de ommuurde kapelberg

De Kruiskapel Rasberg is een oude niskapel in Berg, in de Nederlands Zuid-Limburgse gemeente Valkenburg aan de Geul. De kapel is ten westen van het dorp gelegen aan de doorgaande weg N590 van Maastricht naar Valkenburg op de Rasberg, op de plaats waar de Schansweg uitkomt op de Bergerweg.
De kapel wordt beheerd door de stichting De Rotswoning, een stichting die het onderhoud verzorgd van meerdere erfgoedobjecten waaronder ook de Geulhemmergroeve.

## Geschiedenis
Op een kaart uit 1279 staat Y-splitsing van de Schansweg-Bergerweg reeds aangeduid.
In 1634 werd er op deze plaats een schans aangelegd door de Spanjaarden die werd gebruikt om Maastricht te veroveren.
Uit welke tijd de eeuwenoude kapel stamt is onbekend.
Op 17 januari 1967 werd de kapel ingeschreven in het rijksmonumentenregister.

## Bouwwerk
De kapel staat tussen twee oude lindebomen op een kapelberg die omgeven wordt door een stenen muur.
De niskapel zelf is optrokken in Limburgse mergel en is wit geschilderd. De kapel bestaat uit een basement op vierkant plattegrond, daarop bevindt zich een halfronde nis en daarboven een zadeldak. Tegen het gewelf van de nis heeft men een schelpvorm geplaatst. De nis inclusief de schelpvorm is blauw geschilderd en in de nis is tegen de achterwand een zwart kruis geplaatst met daarop een witte corpus van gietijzer.